# Кодекс Лауда

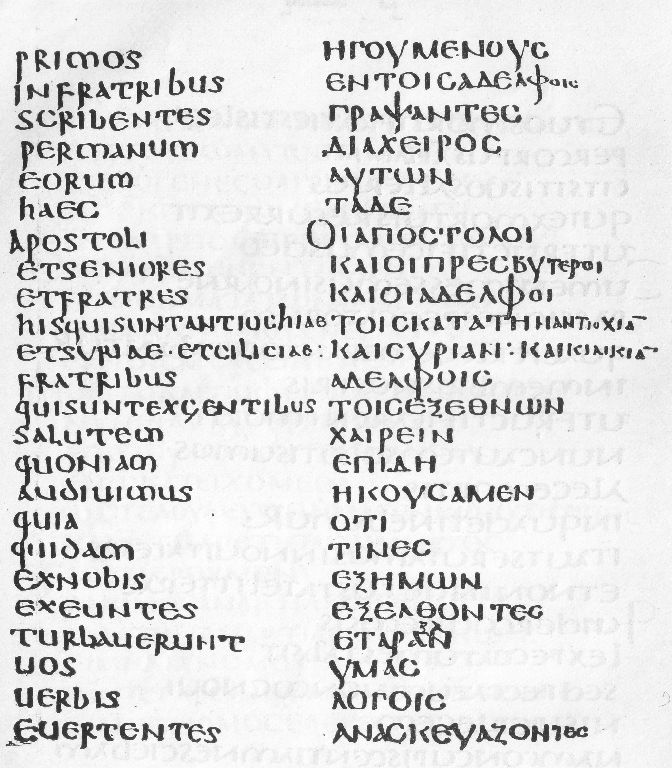
Кодекс Лауда

Кодекс Лауда (лат. Codex Laudianus, умовне позначення Ea або 08) — один з найдавніших і найважливіших рукописів Нового Заповіту грецькою та латинською мовами, що датується VI століттям.

## Короткий опис
Кодекс Лауда написаний на пергаменті. Кодекс містить Діяння святих апостолів. Збереглося 227 аркушів кодексу, розмір аркуша — 27 на 22 см. Текст кодексу написаний двома колонками на сторінку. Ліву колонку кожного розвороту займає латинський переклад; праву — грецький текст.
Цитати зі Старого Заповіту на письмі не виділені. Увесь текст написаний  унціальним письмом.
Грецький текст рукопису відображає західний тип тексту, II категорія Аланда.
Лакуни
Ді 26,29-28,26.
Бореліанський кодекс зберігається в Бодліанськой бібліотеці (Laud. Gr. 35 1397, I,8) в Оксфорді. 